# Microsoft Notification Protocol
Microsoft Notification Protocol (MSNP) is een instant messaging protocol ontwikkeld door Microsoft en wordt gebruikt door Microsofts IM-client Windows Live Messenger en zijn voorgangers MSN Messenger en Windows Messenger. Hoewel MSNP een gesloten protocol is, was er op het internet veel informatie te vinden waardoor ontwikkelaars van andere IM-clients implementaties gemaakt hebben van MSNP om gebruik te kunnen maken van het Microsoft Network (MSN).

## Naamgeving
Het Microsoft Notification Protocol wordt afgekort door MSNP, gevolgd door een versienummer. Bij elke grote wijziging in het protocol werd het protocolnummer met één eenheid verhoogd.

## Het protocol
MSNP wordt omschreven als een "Instant Messaging and Presence Protocol". 'Presence' (aanwezigheid) duidt niet alleen op de aan- of afwezigheid van een contact, maar geeft ook aan of je een webcam deelt, gedeelde folders hebt enz. Het IM-gedeelte wijst op de mogelijkheid om direct met andere personen te praten. De juiste term voor gebruikers van een Instant Messaging and Presence Protocol is een 'principal'.
Het MSNP voorziet twee servers voor deze diensten, een Notification Server (NS) en een Switchboard (SB) (schakelbord).
De notificationserver behandelt de aanwezigheidsinformatie (Engels: presence information). Wanneer je geen verbinding meer hebt met deze server ben je voor je contacten niet meer online. Via de notificationserver kunnen nieuwe sessies starten met het switchboard.
Het switchboard behandelt het instantmessaginggedeelte. Het switchboard is een soort van proxy tussen principals. Wanneer twee personen met elkaar chatten maken ze beide verbinding met het switchboard en delen hierop een sessie. Het is overigens niet mogelijk om direct met elkaar te communiceren zonder gebruik te maken van het switchboard.
Eind 2011 werd ondersteuning voor XMPP toegevoegd, waardoor het eenvoudiger wordt voor derden om gebruik te maken van MSNP om zo te communiceren met Windows Live Messenger-gebruikers.

## Geschiedenis
| Versie | Introductiedatum (publiek) | Info |
| ------ | -------------------------- | --- |
| 1      | n.v.t                      | Deze versie is nooit onder het publiek verspreid. Hoogstwaarschijnlijk werd deze versie enkel gebruikt door Microsoft-werknemers om snel boodschappen door te geven aan elkaar. |
| 2      | 22 juli 1999               | Gebruikt door MSN Messenger Service v1.0. Internet-draft |
| 3-7    | n.v.t                      | Deze versies zijn nooit publiek gebruikt geweest. |
| 8      | 24 oktober 2002            | Gebruikt door MSN Messenger 5.0 & Windows Messenger 4.7. Gebruikt een nieuwe manier van authenticeren; de client authenticeert zich eerst bij de Microsoft Passport server waarop deze een challenge terugstuurt naar de client. Sinds oktober 2003 is MSNP8 de laagste toegestane versie. |
| 9      | 17 juli 2003               | Gebruikt door MSN Messenger 6.0. Deze versies brachten enkele wijzigingen door zoals een D-type-boodschap, waarmee schermafbeeldingen en persoonlijke emoticons doorgestuurd kunnen worden en NAT voor het onderling versturen van bestanden. |
| 10     | ?                          | Voor het eerst gebruikt in MSN Messenger 6.1. Biedt integratie met Hotmail-adresboek. |
| 11     | 7 april 2005               | Gebruikt door MSN Messenger 7.0. |
| 12     | 23 augustus 2005           | MSN Messenger 7.5 |
| 13     | 19 juni 2006               | Gebruikt door Windows Live Messenger 8.0. Implementeert een nieuwe manier om de contactpersonen te beheren waarbij de client een SOAP-verzoek verstuurt naar de adresboekserver (ook gekend als de client gaat in Address Book Clearing House (ABCH)). |
| 14     | ?                          | Voegt ondersteuning toe voor Yahoo! Messenger (YMSG). |
| 15     | 29 januari 2007            | Gebruikt door Windows Live Messenger 8.1. MSNP15 is volledig gebaseerd op MSNP14, maar gebruikt een totaal andere manier van authenticeren genaamd Relying Party Suite (RPS). Microsoft wil bij deze versie ook meer gebruikmaken van gebruiker-roaming waardoor gebruikers dezelfde schermafbeelding en persoonlijke boodschap hebben, waar ze ook aanmelden. Sinds 11 september 2007 verplicht Microsoft gebruikers uit veiligheidsoverwegingen over te stappen op Windows Live Messenger 8.1 en dus ook op MSNP15. Desondanks zijn MSNP8 tot MSNP14 nog steeds toegestaan. |
| 16     | n.v.t                      | MSNP16 is het protocol dat gebruikt wordt in Windows Live Messenger 9.0. |
| 17     |                            | MSNP17 wordt herkend door Windows Live Messenger-servers op messenger.hotmail.com, maar wordt niet gebruikt bij een officiële client uitgebracht door Microsoft. |
| 18     |                            | MSNP18 wordt gebruikt in Windows Live Messenger 2009 (14.0). De grootste toevoeging is de groepfunctie, waarmee een permanente groepconversatie mogelijk is. UUX Data werd uitgebreid om Scene image MSN Object data te ondersteunen. |
| 19     |                            | MSNP19 wordt gebruikt door Windows Live Messenger 2011 (Wave 4) |

Opmerking: de introductiedatum in deze tabel is deze van de eerste publieke (niet-bèta)versie van het IM-programma dat dit protocol ondersteunt.